# 长寿王陵
长寿王陵，俗称将军坟，位于中华人民共和国吉林省集安市太王镇，是现存的保存最完好的高句丽时期大型方坛阶梯石室墓，建于五世纪左右，有“东方金字塔”的称誉，也是集安市地标性旅游景点之一。
长寿王陵属于洞沟古墓群禹山墓区，编号JYM0001。一般观点认为该墓的墓主是高句丽第20代国王长寿王，但依然存在少数异议观点。1961年，作为洞沟古墓群的一部分被列入第一批全国重点文物保护单位。2004年4月，作为高句丽王城、王陵及贵族墓葬的一部分被列为世界文化遗产。

## 地理位置
长寿王陵在集安市区东北5公里左右，位于临近太王镇果树村的龙山南麓坡地上，地处洞沟古墓群禹山墓区的东部边缘。其周围有好太王陵、临江墓等多座大型陵墓，属于高句丽的王陵墓葬区。

## 墓葬形制

祭祀址

该墓是高句丽方坛阶梯石室墓的代表，由花岗岩和石英岩等石材砌筑。俯视平面呈方形，平均边长32.22米，底面投影面积约960平方米。从地面到陵墓顶端构筑七级阶坛，层层内收成金字塔形状，总高13.07米，第三级别阶坛中央开有墓道口。陵顶有50余吨的巨石盖顶。据1997年测绘统计，陵墓主体建筑共用石材1146块。墓室建于阶坛第三级，室内为五米余见方的立方体，墓室内有两棺座，应当是国王与王后的位置。墓外侧原本倚立有大型护坟石每面三块共十二块，今除北侧缺失一块外其余保存完好。陵墓北侧有两座陪葬墓（参见下一章）、一处祭祀址（编号JYM0002B），和一处陵寺址等附属建筑。
长寿王陵在构筑结构上大体与太王陵相同，而体积较太王陵略小。唯因太王陵体积太大以及石筑技术尚不成熟而保存情形较差。长寿王陵在高句丽诸王陵中面积较小，而且筑造技术因之前王陵的经验积累而更加成熟，因此保存至今依然接近完好。长寿王陵属于晚期阶坛石室墓，是这一类型墓葬发展到最后的成熟形态，在其后随着长寿王迁都到平壤，积石形制的墓葬逐渐消亡，取而代之的是封土类墓葬，如五盔坟、四盔坟等。

## 陪葬墓
经20世纪末对长寿王陵周边区域的清理，确定其陪葬墓有两座，分别代号为JYM0002和JYM0002A。一号陪坟与长寿王陵形制相同，墓主应是地位高或血缘近的近臣，或是地位较高的嫔妃。二号陪坟规格比一号陪坟较差，其墓主身份地位可能较一号陪坟更低。也有考古学者认为长寿王陵有三座陪葬墓。

### 一号陪葬墓

一号陪葬墓

编号为JYM0002，位于长寿王陵东北43米，为底边长10米、高4.72米、阶坛六层的方坛阶梯墓。该墓早年被破坏，上方部分区域残缺可见墓室，清理时未在墓室内未发现任何遗物。

### 二号陪葬墓
编号为JYM0002A，西南距离长寿王陵32米。该墓曾埋于长寿王陵附近的淤土之下，直至清理时被发现。

## 出土遗物
长寿王陵附近淤土内发现有铁链、瓦当、板瓦、鎏金饰件等。两处陪坟以及祭祀址附近也均有陶瓦件和金属件出土。

## 墓主争议
1913年，日本学者关野贞首次提出“将军坟”的墓主人是高句丽第19代国王好太王。不久，历史学家池内宏提出墓主应是第10代国王山上王。1966年，池内宏的学生日本考古学家山上次男从墓制演变角度论证“将军坟”的墓主为好太王之子长寿王。此后中国学者用不同方法论证了高句丽几座大型王陵的墓主身份，“将军坟”的墓主是长寿王的观点几成定论。然而依然有少数观点认为此墓的墓主应为长寿王之父好太王。
认定“将军坟”的墓主是长寿王以后，由于长寿王在位期间将高句丽的国都从国内城迁至平壤，关于这座陵墓的性质也有不同意见：一种观点认为长寿王去世后棺椁回葬于国内城“将军坟”；另一种观点认为迁都之后“将军坟”的建造活动也随之停止，长寿王去世后就地葬于平壤，“将军坟”是座“虚宮”，这种说法的论据之一是“将军坟”并未如千秋坟和好太王陵一样发现石椁。

## 现代考古与保护
据当地县志记载，长寿王陵最晚在明代之前就已遭到盗掘；1961年，长寿王陵作为洞沟古墓群的一部分被列入第一批全国重点文物保护单位；1966年，文物管理部门对集安地区古墓普查时将其编号为JYM0001号；1997年，集安市文管所详细测绘了长寿王陵和其陪坟；2004年4月，长寿王陵作为高句丽王城、王陵及贵族墓葬的一部分被列为世界文化遗产。

## 轶事
1994年，朝鲜最高领导人金日成指示为传说中的始祖檀君重新修建陵墓，新修的檀君陵的样式参考了长寿王陵的外貌。